# Flash-Ball
Cet article concerne la marque. Pour l'arme sublétale, voir lanceur de balles de défense.
Le Flash-Ball est un lanceur de balles de défense ou LBD, présenté comme étant une arme à létalité atténuée,. Le terme Flash Ball est une marque déposée mais sert couramment à désigner tous les lanceurs de balle de défense. La munition utilisée a été conçue avec l'apport de savoir-faire de Pierre Richert,, expert en balistique auprès des tribunaux, pour proposer aux particuliers une alternative aux armes à feu classiques. Le Flash-Ball (marque et modèles) déposé par Verney-Carron a été intégralement développé par le bureau d'études puis fabriqué et commercialisé par l'entreprise. Il en a été de même pour la large gamme de munitions mise au point en corrélation à la demande des utilisateurs professionnels.
Le gouvernement français a décidé dans les années 1990 d'équiper certaines unités de police de cette arme.  Considérée comme sublétale, c'est une arme qui est conçue pour ne pas pouvoir tuer. Il s'agit toutefois d'une arme à feu qui reste potentiellement dangereuse et peut causer des blessures graves voire la mort.

## Classement réglementaire
- Les Flash-Ball Mono-Pro, Super-Pro, Maxi et les munitions à projectile non métallique commercialisées par la société Verney-Carron sous les appellations 44/83 et 44/83 P à étui plastique noir ou aluminium comportant soit une balle ou des chevrotines en caoutchouc souple, soit une balle contenant une substance colorante ou lacrymogène sont classés en 4e catégorie, II, paragraphe 2[6],
- Les Flash-Ball Compact et les munitions à projectile non métallique commercialisées par la société Verney-Carron sous l’appellation « 44/83 BE » à étui de couleur verte sont classées en 7e catégorie, I, paragraphe 3[6].

## Versions
Verney-Carron produit deux versions :
- la version « Super-Pro », faite d'alliages métalliques avec deux canons superposés ;
- la version « Compact », plus légère car construite en matériau composite.

L'arme peut utiliser des projectiles variés, mais le plus courant est une balle unique de caoutchouc souple de 44 millimètres de diamètre pour une masse de 28 grammes. Lors de l'impact, cette balle dissipe une énergie cinétique équivalente à celle d'un projectile de .38 Special : selon la publicité du fabricant, son pouvoir d'arrêt serait équivalent à celui d'une arme de ce calibre. Mais contrairement à cette munition, la pénétration dans le corps d'une personne vêtue normalement, même à des distances très faibles, serait impossible : en effet, l'énergie étant répartie sur une surface considérablement plus grande (35 cm2 contre 0,63 cm2), la balle s'écrase sur sa cible au lieu de la perforer,.
C'est la munition utilisée par les forces de Police et de Gendarmerie nationale en France. C'est aussi la seule munition du Flash-Ball autorisée pour les agents de police municipale française comme indiqué par l'article 2-1 de la version consolidée au 24 septembre 2008 du Décret no 2000-276 du 24 mars 2000 relatif à l'armement des agents de police municipale. Cet article indique que « les munitions des armes mentionnées au c du 1o et au 3o de l'article 2 » (c'est-à-dire les Flash-Ball) « doivent avoir un effet uniquement cinétique » (comme la balle unique de caoutchouc souple) « à l'exclusion de tout autre effet, tel que colorant ou lacrymogène. Les chevrotines sont interdites. » (ce qui exclut toutes les autres munitions du Flash-Ball). L'article 2 de ce Décret autorise les agents de police municipale à porter les Flash-Ball modèle « Compact » (3o de l'article 2) et « Super-Pro » (c du 1o de l'article 2).
Dans une étude datée de 2009, la Commission nationale de déontologie de la sécurité estime, à la suite d'une démonstration, que la fiabilité du « Super-Pro » pose question et note « l’imprécision des tirs […] malgré les qualités du tireur
et les conditions idéales du tir ». Les membres de la commission concluent que « les risques qu’un projectile atteigne une personne se trouvant à proximité de la personne ciblée ou bien touche la personne ciblée à un endroit vulnérable de son organisme sont donc importants, notamment lorsque le Flash-Ball est utilisé lors d’un rassemblement compact de manifestants » et déconseillent l'emploi d'un Flash-Ball dans le cadre d'un rassemblement sur la voie publique.

## Munitions
Les caractéristiques de la munition du Flash ball Super Pro sont les suivants :
- Poids de la balle : 28 g
- Diamètre de la balle : 44 mm
- Diamètre à l’impact : 67 mm
- Surface d’impact : 35 cm2
- Énergie : 200 joules originellement, ramenée à 150 joules depuis 2002.
- Énergie cinétique : 5,71 joules/cm2
- Vitesse : 429 km/h

## Dangerosité
Le Flash-Ball est une arme à létalité réduite. Elle peut provoquer la mort et est aussi régulièrement la cause de blessures et mutilations irréversibles. En France, plus d'une quarantaine de personnes ont été blessées depuis le début des années 2000, et beaucoup ont été éborgnées. 
Le 8 juillet 2009, à la suite de l'expulsion d'un lieu occupé, un manifestant perd un œil à la suite d'un tir de Flash-Ball pendant un rassemblement de soutien au lieu expulsé. 
En octobre 2010, pendant le mouvement contre la réforme des retraites un jeune lycéen de Montreuil est gravement blessé à l'œil.
Un homme est décédé le 12 décembre 2010 à Marseille après avoir été atteint au thorax par un Flash-Ball tiré par un policier français à une distance d'emploi inférieure à celle spécifiée pour l'arme,. Selon Le Monde, en 2010, « Son utilisation à courte distance a entraîné de graves blessures sur au moins sept personnes depuis que son utilisation a été généralisée en 2002 au sein de la police française. »